# 24939 Chiminello
24939 Chiminello è un asteroide della fascia principale. Scoperto nel 1997, presenta un'orbita caratterizzata da un semiasse maggiore pari a 2,4224032 UA e da un'eccentricità di 0,2582148, inclinata di 13,68814° rispetto all'eclittica.
L'asteroide è dedicato all'astronomo Vincenzo Chiminello, secondo direttore della Specola di Padova.